# Référendum sur la création d'un gouvernement régional au Nunavik
Le référendum de 2011 au Nunavik est un référendum tenu au Québec le 27 avril 2011. Il vise à faire adopter l'Entente finale sur la création du gouvernement régional du Nunavik. Organisé par le directeur général des élections du Québec, il est adressé uniquement aux résidents du Nunavik ainsi qu'aux bénéficiaires inuits de la Convention de la Baie-James et du Nord québécois, peu importe leur lieu de résidence.

## Contexte

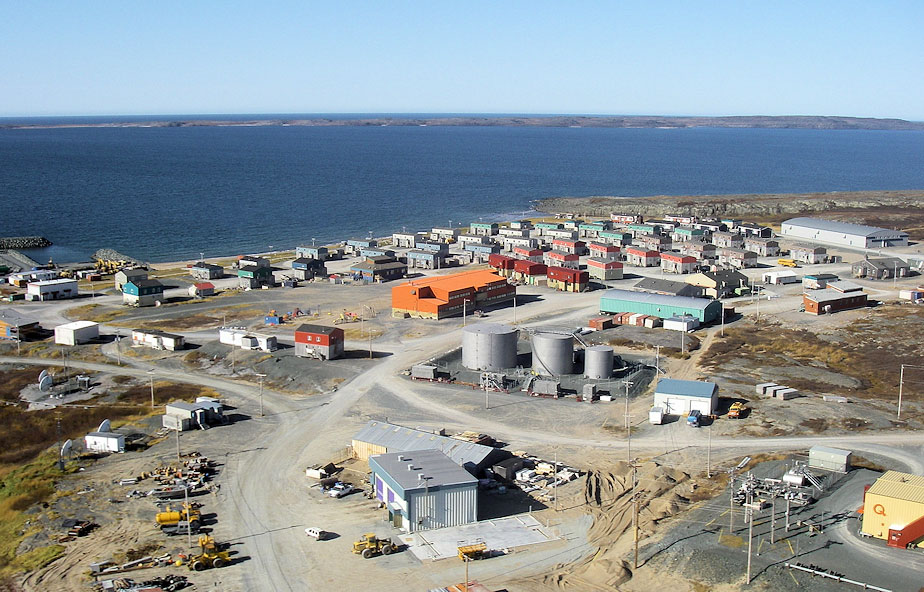
Umiujaq est l'une des 15 communautés qui forment le Nunavik.

### Longue marche vers l'autonomie régionale
Dans les années 1960, le gouvernement du Québec commence à s'intéresser à la région du Nouveau-Québec et à y mener des opérations, entre autres par l'intermédiaire d'une direction générale. En 1978, la Convention de la Baie-James et du Nord québécois confère une certaine autonomie à la région, notamment grâce à la création de l'Administration régionale Kativik. En 1999, un accord politique met de l'avant la création d'une commission pour l'examen d'une forme de gouvernement au Nunavik. En 2001, cette commission dévoile un rapport comportant de nombreuses propositions sur l'autonomie régionale. Dans les années 2000, le gouvernement Charest mène des actions auprès des Cris et des Inuits afin de mettre en place un système de gouvernance régionale.

### Entente sur un gouvernement du Nunavik
Des négociations débouchent en ce sens sur une entente de principe le 5 décembre 2007, signée entre les gouvernements du Québec, du Canada et la Société Makivik. L'entente prévoit notamment de conférer au nouveau gouvernement régional différentes compétences en matière d’éducation, de santé, de sécurité publique et de transport. Ces pouvoirs seraient administrées par une Assemblée du Nunavik, laquelle comporterait 21 membres dont un conseil exécutif de 5 membres élus par toute la population du Nunavik. Le 19 janvier 2011, l'entente finale est conclue. Cependant, elle spécifie dans sa partie 5 l'obligation de tenir un référendum auprès de la population avant de mettre en place le gouvernement. Les citoyens québécois domiciliant au Nunavik depuis au moins 1 an et ayant atteint la majorité ainsi que tous les Inuits concernés par la Convention de la Baie-James et du Nord québécois sont admissibles à voter. Ils ont jusqu'au 14 avril 2011 pour s'inscrire sur la liste électorale.

## Question
La question référendaire, se déclinant en 3 langues (inuktitut, français, anglais) sur le bulletin de vote, est la suivante :

« Approuvez-vous l'Entente finale sur la création du gouvernement régional du Nunavik ? »

## Résultats
| Choix                     | Votes | %     |
| ------------------------- | ----- | ----- |
| Pour                      | 1 400 | 33,00 |
| Contre                    | 2 842 | 67,00 |
|                           |       |       |
| Votes valides             | 4 242 | 98,81 |
| Votes blancs et invalides | 51    | 1,19  |
| Total                     | 4 293 | 100   |
| Abstention                | 3 588 | 45,53 |
| Inscrits/Participation    | 7 881 | 54,47 |

| Pour 1 400 (33,00 %) |  |  | Contre 2 842 (67,00 %) |
| ▲                    |  |  |                        |
| Majorité absolue     |  |  |                        |

## Analyse
Aucune des 14 communautés inuites ne s'est prononcée en faveur de l'Entente. La faute est mise sur un manque de vulgarisation de l'entente, une absence de vision à long terme pour l'autonomie des Inuits et le scepticisme entourant l'efficacité de fusionner différents organismes sans en augmenter les budgets. Le nouveau gouvernement n'aurait concrètement rien changé aux graves problématiques de violence familiale et de crise du logement que vivent spécifiquement les citoyens de cette région du Québec,.